# Robert von Lynden

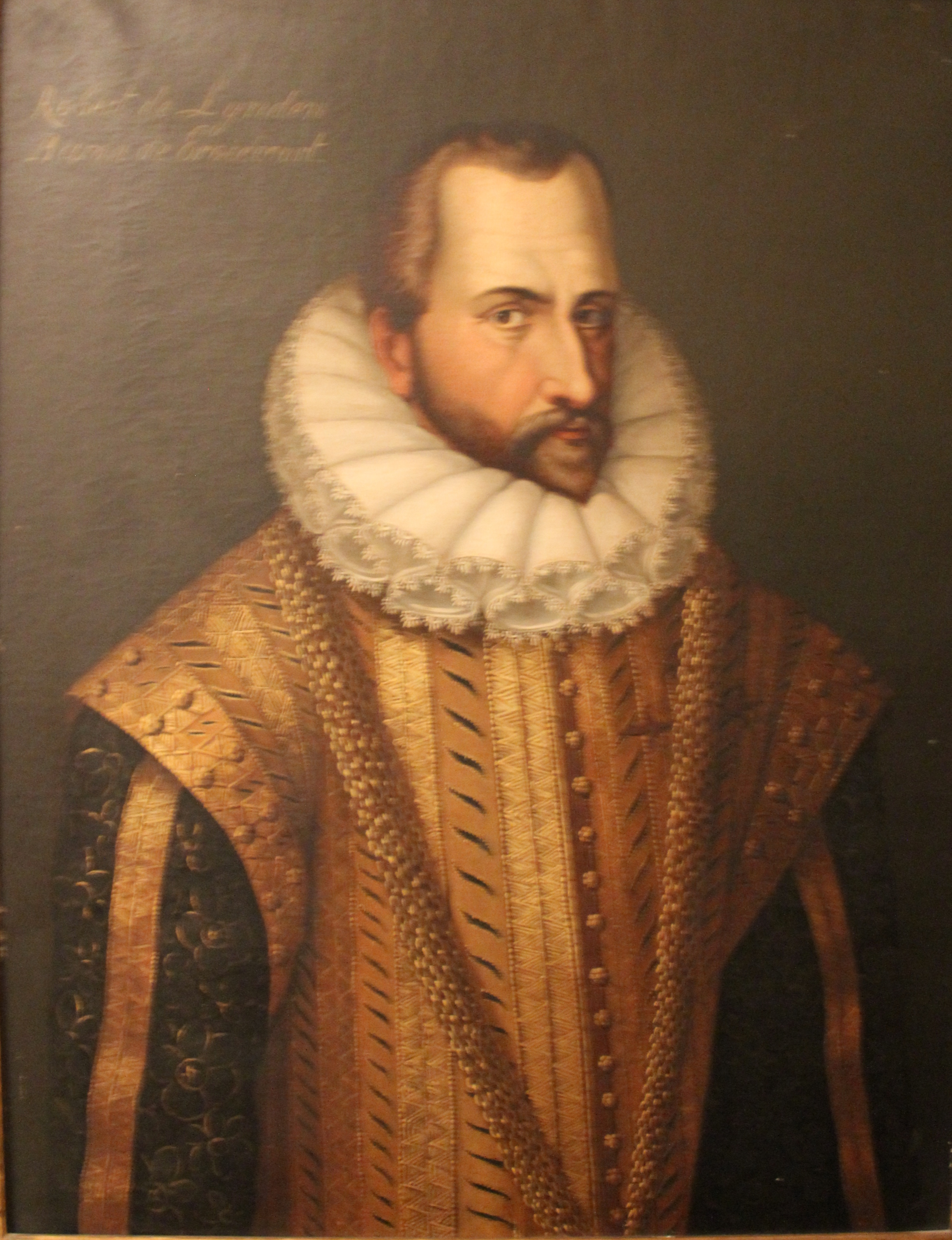
Robert von Lynden

Robert von Lynden (* ca. 1535 in Lüttich; † 16. September 1610 in Theux) war ein Offizier in den Diensten der spanischen Habsburger, des genuesischen Admirals Giovanni Andrea Doria sowie des Fürstbischofs von Lüttich und des Kurfürsten und Erzbischofs von Köln.

## Leben
Als Angehöriger der Familie van Lynden, dem Dienstadel des Herzogtums Geldern zugehörig, führte ihn seine Militärlaufbahn an wechselnde Kriegsschauplätze: zunächst in den Diensten Karls V. gegen das Frankreich Heinrichs II. in das Artois und nach Italien (Italienische Kriege), dann in den Diensten der Republik Genua gegen das Osmanische Reich und die Barbareskenstaaten in das Mittelmeer (Türkenkriege im Mittelmeer). Später ging er in die Spanischen Niederlande, wo er Hauptmann und Superintendent von Culemborg (1568–1574) und Düren wurde. Im Auftrag des Fürstbischofs von Lüttich wurde er danach Gouverneur von Charlemont und Franchimont in den Ardennen, anschließend Oberhofmeister und Artilleriegeneral des Kölner Erzbischofs Ernst von Bayern im Truchsessischen Krieg, später noch Gesandter am Hofe Philipps II. von Spanien. Lynden war Ritter des Santiagoordens und benannte sich nach der von ihm erworbenen Herrschaft Seigneur de Stoumont, ferner erhielt er das Baronat für sein dortiges Schloss Froidcourt.

## Italienische Kriege
Bereits in jungem Alter ergriff Lynden den Beruf des Militärs und trat in den Dienst Karls V. So nahm er ab 1552 teil an den Italienischen Kriegen des Kaisers um die Vormachtstellung in Europa, an den Besetzungen Thérouannes (1553) und Hesdins, am Angriff auf Porto Ercole (Juni 1555) sowie an der Belagerung von Otranto (April 1556).

## Türkenkriege im Mittelmeer
Nach dieser Zeit trat Lynden in die Dienste des kaiserlichen Admirals Giovanni Andrea Doria, der im Rahmen der Türkenkriege die Korsaren der Barbareskenstaaten bekämpfte. Doria gab ihm das Kommando über eine Galeere. Bei einem Zusammenstoß mit dem berühmten osmanischen Seeräuber Turgut Reis wurde die Galeere versenkt. Lynden fiel dabei in türkische Gefangenschaft, aus der ihn Philipp II. freikaufen ließ.
Im Jahr 1560 befehligte Robert von Lynden 300 deutsche Soldaten in der Seeschlacht von Djerba. Er wurde verwundet, erneut gefangen genommen und nach Istanbul deportiert.
Freigegeben gegen Lösegeld, trat er wieder in den Dienst der Republik Genua. Hier stand er 1565 unter dem Kommando von García Álvarez de Toledo, um Malta zu Hilfe zu kommen, das von den Streitkräften Süleyman des Prächtigen belagert war.

## Achtzigjähriger Krieg
Nach dem Tod seines Vaters Dietrich (Thierry) kehrte Lynden in seine Heimat zurück, die am Vorabend des Achtzigjährigen Krieges bereits in politische und religiöse Spannungen verwickelt war und wenig später in den Machtkampf zwischen der Republik der Sieben Vereinigten Niederlande und Spanien hineingeriet. Am Hofe der Generalstatthalterin der Spanischen Niederlande, Margarete von Parma, nahm er als Mitglied ihres Rats eine Vertrauensstellung an. Nach Margarethes Fortgang war er anschließend im Auftrag des Herzogs von Alba von 1568 bis 1571 Gouverneur von Culemborg, dann von Düren, wo er ein drittes Mal gefangen genommen wurde. Das sodann an Wilhelm I. von Oranien-Nassau gezahlte Lösegeld kostete Lynden einen stattlichen Teil seines Vermögens.

## In fürst- und erzbischöflichen Diensten

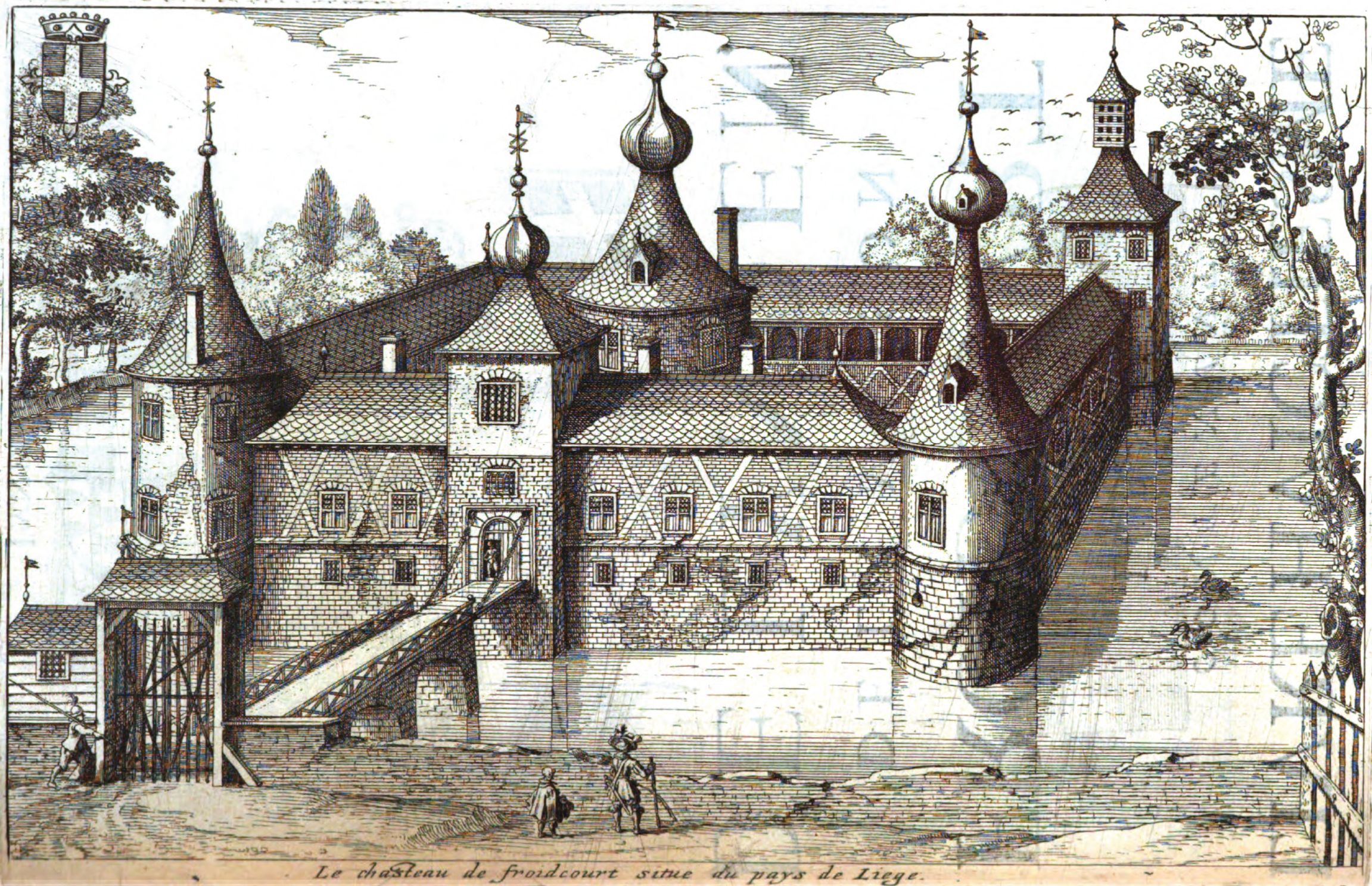
Schloss Froidcourt bei Stoumont

1578 ernannte ihn der Fürstbischof von Lüttich, Gerard van Groesbeeck, zum Gouverneur der Markgrafschaft Franchimont. Gerards Nachfolger, der Kölner Kurfürst und Erzbischof Ernst von Bayern, holte Lynden als seinen Oberhofmeister und als General seiner Artillerie an den Rhein. In diesen Funktionen nahm Lynden am Truchsessischen Krieg teil, durch den das Kurfürstentum Köln katholisch blieb.
Im Jahre 1588 wurde Lynden als Botschafter an den Hof Philipps II. von Spanien gesandt. Dieser erhob ihn zum Ritter des Santiagoordens, außerdem zum Gouverneur von Givet und der Festung Charlemont.
Lynden starb am 16. September 1610 und wurde in Theux begraben. Sein Bruder Hermann (1547–1603) war ebenfalls Soldat und Staatsmann in kurkölnischen Diensten gewesen.